# Glikozilaminok

Aldehidből származó gyűrűs hemiaminál éterkötése

A glikozilaminok olyan biokémiai vegyületek, amelyekben egy −NR2 aminocsoporthoz glikozilcsoport kapcsolódik. N-glikozidok néven is ismertek, mivel a glikozidok egyik típusát alkotják. A glikozilcsoportok a szénhidrátokból vezethetők le. A glikozil- és aminocsoport β-N-glikozidos kötéssel kapcsolódik össze, ami gyűrűs hemiaminál éterkötést (α-aminoéter) hoz létre.
Glikozilamin vegyületek többek között a nukleozidok, például az adenozin.
|  |

## Fordítás
Ez a szócikk részben vagy egészben  a   Glycosylamine című angol Wikipédia-szócikk ezen változatának fordításán alapul.  Az eredeti cikk szerkesztőit annak laptörténete sorolja fel. Ez a jelzés csupán a megfogalmazás eredetét és a szerzői jogokat jelzi, nem szolgál a cikkben szereplő információk forrásmegjelöléseként.